# Stachanovskaja
Stachanovskaja (Russisch: Стахановская) is een station van de Nekrasovskaja-lijn van de Moskouse metro en is op 27 maart 2020 geopend.

## Geschiedenis
In de plannen voor de Nekrasovskaja-lijn uit 2010 was het station opgenomen als Stachanovskaja Oelitsa, de straat die ongeveer 600 meter oostelijk van de huidige locatie ligt. In 2011 werd het station tijdens de uitwerking van de plannen geschrapt en in het tracébesluit van 2012 was er dan ook geen station tussen Nizjegorodskaja en Okskaja. Midden 2013 kwam er een herziening van het project waarbij het station weer werd ingevoegd en gekozen werd voor een dubbelsporige tunnel voor het westelijke deel van de lijn. Al ligt het station niet meer bij de straat is de naam toch gehandhaafd als verwijzing naar Aleksej Stachanov een modelarbeider uit het sovjet tijdperk die als mijnwerker kans zag om de productiedoelen te overtreffen en daarna door de sovjet propaganda als voorbeeld werd gebruikt. In oktober 2013 werden kabels richting het station aangelegd. In juni 2014 werd het bouwterrein op de hoek van de Rjazanski-Prospect en de 2e Griivoronovski dwarsstraat omheind.  De bouw van het station begon op 25 september 2015 en in december 2018 bereikte de tunnelboormachine uit het oosten de bouwput, om na inspectie haar weg richting  Nizjegorodskaja voort te zetten.

## Inrichting
Het station aan de noordrand van het industriegebied langs de Rjazanski Prospekt krijgt 1 verdeelhal. Er is sprake van een ondiep gelegen zuilenstation met de zuilen tussen de sporen. Door de keuze voor een dubbelsporige tunnel liggen de perrons aan de buitenkant van het spoor. De vormgevers wilden een station in de geest van de Russische avant-garde van de jaren 20 en 30 van de twintigste eeuw. Hun ontwerp voor het interieur moet herinneringen oproepen aan de arbeidsinspanningen van de “Sovjetmens” in de Stachanovbeweging van de jaren 30. De hoofdkleuren zijn rood, grijs en zwart. De muren zijn bekleed met porseleinen tegels, parelmoeren panelen en diverse cermetpanelen met opdruk. De vloer van het station bestaat uit grijs graniet en gabbro. De verlichting is aangebracht aan het plafond en afgedekt met melkglas.  

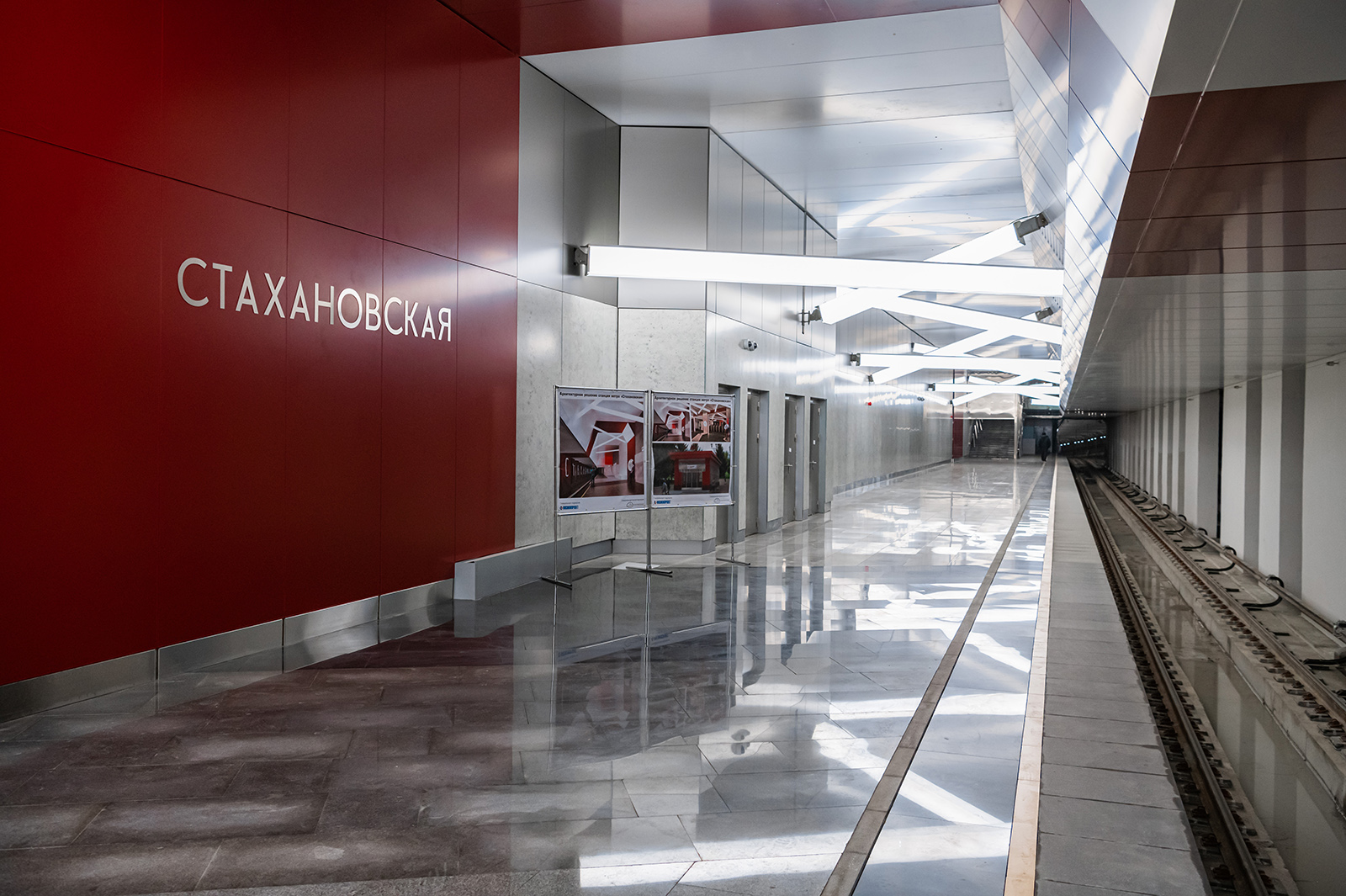
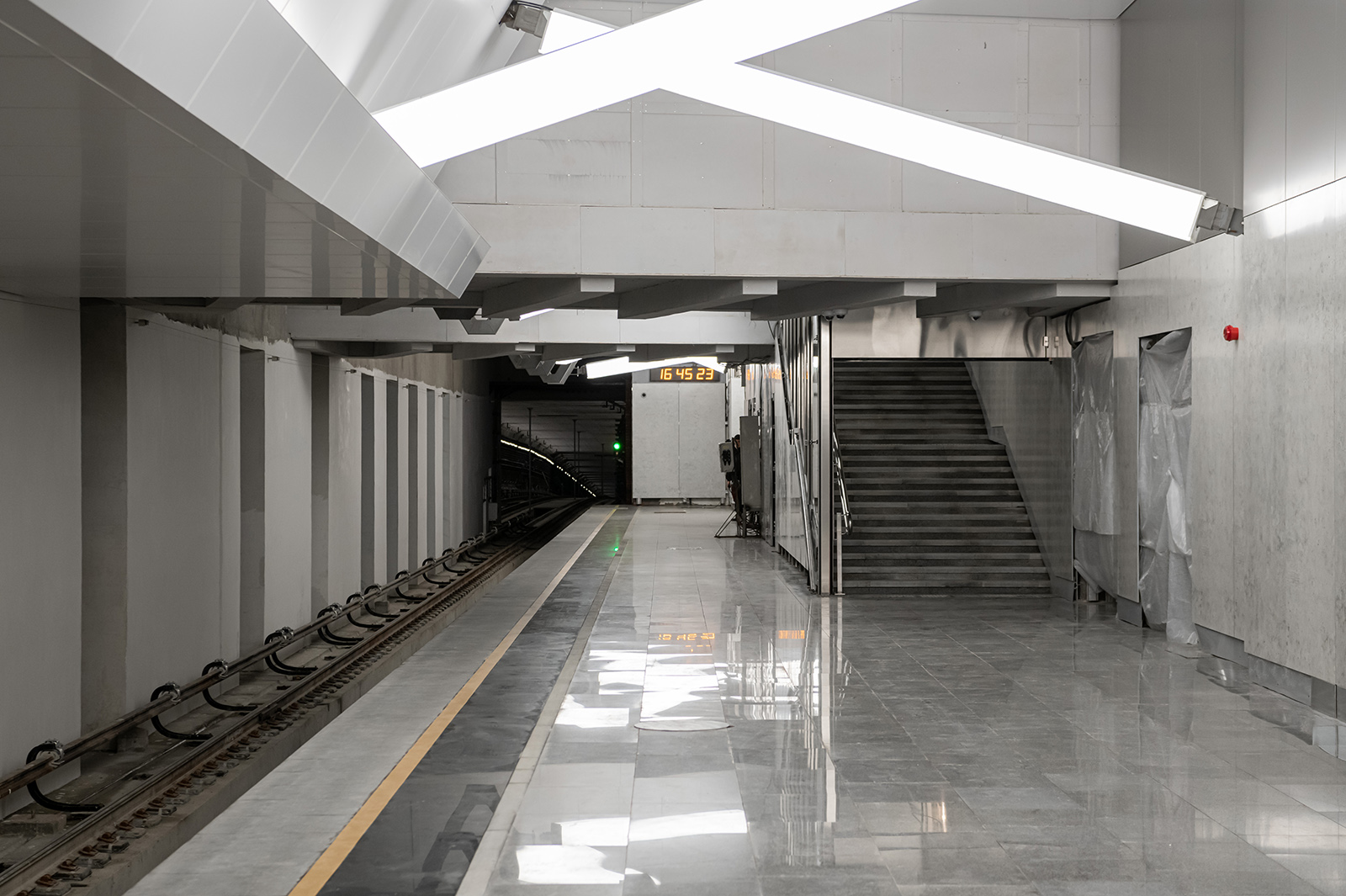